# ルパン三世officialマガジン
『ルパン三世officialマガジン』（ルパンさんせいオフィシャルマガジン）は、双葉社から出版されている、季刊の『ルパン三世』専門の公式雑誌・情報誌である。略称は『ルパマガ』。

## 概要
1998年から2001年までは『漫画アクション』の増刊として刊行され、当初は『ルパン三世総集編』という名前であった。2001年に『ルパン三世officialマガジン』と改名。2004年に『Weekly漫画アクション』の一時休刊に合わせ、一旦通巻をリセットして季刊誌として再スタートし、2009年に再びリニューアルした。2015年秋号をもって紙面出版を中断、Webマガジンとして継続することを発表。紙面最終号では10年ぶりに未収録作が掲載され、モンキー・パンチの原作版における未単行本化作品が3作再録された。
2016年1月からはWebマガジンとしてリニューアルし、紙媒体時代からの連載作品の掲載が行われていたが、2017年12月をもってこちらも更新休止となった。
劇作家・脚本家の中島かずきは双葉社在籍中、編集にあたっていた。

## 主な内容

### 通巻リセット前
- 通巻リセット前の同誌には、グラビアコーナーがあった。

### 通巻リセット後
- ルパン三世およびモンキー・パンチ作品の作品解説
- 過去のテレビシリーズ担当スタッフのインタビュー
- 毎年のテレビスペシャルの特集及びサウンドトラック等の紹介
- 劇場版や、各種メディアミックスに関する特集
- 読者投稿の4コマコーナー、パチンコ・パチスロ解説
- 漫画作品

## 連載作品
ルパン三世Y
山上正月作画作品。2003年に『Weekly漫画アクション』での連載を終了してから1度の読み切りを経て、'09夏号から連載再開。本作のみWebマガジン休止後も連載は継続予定。
警部銭形
銭形警部が様々な事件の解決に挑み、ルパン一味の名を騙る犯人たちと対決する推理漫画。作品によっては本物のルパン一味は登場することもある。作画担当は岡田鯛。
ルパまん
田中車作画作品。新感覚ルパン三世スタイリッシュ四コマと銘打っており、原作漫画に近いタッチで描かれている。
ルパン三世H
早川ナオヤ作画作品。再リニューアルされた'09夏号から連載開始。テレビスペシャルや、過去のテレビシリーズをベースに再構成された作品が多い。
ルパン三世T
togekinoko作画作品。ポップでコミカルな作風が特徴。
十三代目 石川五ェ門
石川五ェ門が主人公のスピンオフ作品。他のルパン一味の出番はほとんどなく、五ェ門単独での活躍が描かれている。作画担当は星和弥。
ルパンチック
サダタローがモンキー・パンチの「新･ルパン三世」に似せて描いているギャグ漫画。4コマかショートのスタイルが基本。
ルパン三世B
馬場民雄作画作品。シンプルかつコミカルな作風で、内容はコメディタッチなものから、大人向けのものまで比較的幅広い。
M.F.C. 女泥棒会社峰不二子カンパニー
第12号から'09夏号まで連載されていた。原作：モンキー・パンチ、作画：鈴木イゾ
ルパン三世 (Shusay版)
かつて『週刊Weekly漫画アクション』で連載されていたShusay作画のルパン三世を'09夏号から'10春号にかけてアンコール連載していた。
ルパン三世M
2004年のリニューアルから始まった深山雪男作画作品。2013年春号まで連載された。
ルパンと共に35年
アニメ版ルパン三世の文芸担当スタッフだった飯岡順一による回顧録。Vol.2からVol.19まで全18回が掲載された。連載終了後に『私の「ルパン三世」奮闘記 アニメ脚本物語』の書名で河出書房新社から2015年に単行本にまとめられた。